# Sanak (pel·lícula)
Sanak és una pel·lícula de thriller d'acció en hindi del 2021 dirigida per Kanishk Varma i produïda per Zee Studios i Sunshine Pictures. És protagonitzada per Vidyut Jammwal, Rukmini Maitra, Neha Dhupia i Chandan Roy Sanyal. El rodatge principal va començar el gener de 2021. La pel·lícula es va estrenar digitalment el 15 d'octubre de 2021 a Disney+ Hotstar.

## Sinopsi
Vivaan i Anshika són una jove parella que, de tanta felicitat que irradien, fan una mica de ràbia. Però la vida és punyetera i la noia pateix una estranya malaltia que li pot aturar el cor en qualsevol moment. Cal una operació immediata. Mentre és a l'hospital, un grup terrorista envaeix l'edifici i pren el personal i els pacients com a ostatges.

## Repartiment
- Vidyut Jammwal com a Vivaan Ahuja
- Rukmini Maitra com a Anshika Maitra, l'esposa d'en Vivaan
- Neha Dhupia com a Jayati Bhargav
- Chandan Roy Sanyal com el capità Saju Solanki
- Chandan Roy com a Riyaz Ahmed Motlekar
- Kiran Karmarkar com Ajay Pal Singh
- Sunil Kumar Palwal com a Raman
- Daniele Balconi com a Yuri
- Ivy Haralson com a Taira
- Alois Knapps com a Maksym
- Du Tran Au com a Chad
- Harminder Singh Alag com Zubin
- Adrija Sinha com Aanya Bhargav
- Neha Pednekar com a Anuradha
- Tanguy Guinchard com a Gunnar
- Sefa Demirbus com a Jesper
- Felix Fukoyoshi com a Andy